# Rodrigo Teixeira (produttore cinematografico)
Rodrigo Abreu Teixeira (Rio de Janeiro, 2 dicembre 1976) è un produttore cinematografico brasiliano, fondatore della RT Features.

## Biografia
Nato a Rio de Janeiro, studia economia aziendale senza laurearsi e, contro il parere dei genitori, che lo vorrebbero avvocato, decide di entrare nel mondo del cinema.
Nel 1998 si trasferisce negli Stati Uniti, dove comincia la sua carriera opzionando i diritti cinematografici di due romanzi, sfruttando un tasso di cambio particolarmente favorevole tra real e dollaro. In seguito alla grande recessione, torna in Brasile, ma uno dei romanzi finisce per interessare diverse figure dell'industria cinematografica hollywoodiana, tra cui Ben Stiller: nonostante il progetto alla fine non si concretizzi, Teixeira comincia a farsi un nome. Nel frattempo, fonda a San Paolo la propria casa di produzione, la RT Features.
Attraverso quest'ultima, oltre a produrre numerosi film di esordienti brasiliani, Teixeira si fa notare a livello internazionale producendo il film indipendente statunitense Frances Ha (2012). Nel forma una partnership tra la RT e la Sikelia Productions di Martin Scorsese per produrre opere seconde di giovani registi. Nel 2015 è tra i produttori dell'horror indipendente The Witch, che registra un incasso di 41 milioni di dollari in tutto il mondo. Il film vale a Teixeira l'Independent Spirit Award per il miglior film. Nel 2016 fa parte della giuria internazionale del Festival di Locarno.
Nel 2018 il film da lui prodotto Chiamami col tuo nome ottiene una candidatura all'Oscar per il miglior film, anche se Teixeira non viene personalmente candidato al premio per via della regola dell'Academy che impone un limite al numero di produttori candidati. Per il film, viene inoltre candidato a un David di Donatello e a un Independent Spirit Award.
Nel 2019 è tra i produttori di The Lighthouse e de La vita invisibile di Eurídice Gusmão, entrambi in concorso nella selezione ufficiale del 72º Festival di Cannes, oltre che del fantascientifico Ad Astra, la sua prima produzione hollywoodiana. Il film è il miglior risultato commerciale della RT, con un incasso di 132 milioni di dollari.

## Filmografia

### Cinema
- O cheiro do ralo, regia di Heitor Dhalia (2006)
- Natimorto, regia di Paulo Machline (2007)
- B1, regia di Felipe Braga e Eduardo Hunter Moura - documentario (2009)
- Vale dos esquecidos, regia di Maria Raduan - documentario (2010)
- O abismo prateado, regia di Karim Aïnouz (2011)
- Heleno: O príncipe maldito, regia di José Henrique Fonseca (2011)
- Frances Ha, regia di Noah Baumbach (2012)
- O Gorila, regia di José Eduardo Belmonte (2012)
- Night Moves, regia di Kelly Reichardt (2013)
- I toni dell'amore (Love Is Strange), regia di Ira Sachs (2014)
- Quando eu era vivo, regia di Marco Dutra (2014)
- Alemão, regia di José Eduardo Belmonte (2014)
- Tim Maia, regia di Mauro Lima (2014)
- The Witch, regia di Robert Eggers (2015)
- Mistress America, regia di Noah Baumbach (2015)
- Love, regia di Gaspar Noé (2015)
- Indignazione (Indignation), regia di James Schamus (2016)
- Little Men, regia di Ira Sachs (2016) - produttore esecutivo
- El auge del humano, regia di Eduardo Williams (2016)
- O silêncio do céu, regia di Marco Dutra (2016)
- O filho eterno, regia di Paulo Machline (2016)
- Aurora, regia di José Eduardo Belmonte (2016)
- Chiamami col tuo nome (Call Me By Your Name), regia di Luca Guadagnino (2017)
- Patti Cake$, regia di Geremy Jasper (2017)
- A Ciambra, regia di Jonas Carpignano (2017)
- O animal cordial, regia di Gabriela Amaral (2017)
- Severina, regia di Felipe Hirsch (2017)
- Skate Kitchen, regia di Crystal Moselle (2018)
- Tarde para morir joven, regia di Dominga Sotomayor Castillo (2018)
- A sombra do pai, regia di Gabriela Amaral (2018)
- O sol na cabeça, regia di Karim Aïnouz (2018)
- Port Authority, regia di Danielle Lessovitz (2019)
- The Lighthouse, regia di Robert Eggers (2019)
- La vita invisibile di Eurídice Gusmão (A vida invisível), regia di Karim Aïnouz (2019)
- Ad Astra, regia di James Gray (2019)
- Wasp Network, regia di Olivier Assayas (2019)
- Child of Nature, regia di Marcos Negrão - documentario (2019) - produttore esecutivo
- Sull'isola di Bergman (Bergman Island), regia di Mia Hansen-Løve (2021)
- Beckett, regia di Ferdinando Cito Filomarino (2021) - produttore esecutivo
- Armageddon Time - Il tempo dell'apocalisse (Armageddon Time), regia di James Gray (2022)
- Io sono ancora qui (Ainda estou aqui), regia di Walter Salles (2024)
- Kontinental '25, regia di Radu Jude (2025)

### Televisione
- O hipnotizador – serie TV, 9 episodi (2015-2017)
- HQ: Edição Especial – serie TV, 10 episodi (2016)
- Betty – serie TV, 6 episodi (2020) - co-produttore esecutivo

## Riconoscimenti
- David di Donatello
  - 2019 – Candidatura al miglior produttore per Chiamami col tuo nome
- Independent Spirit Awards
  - 2014 – Candidatura al miglior film per Frances Ha
  - 2017 – Miglior film d'esordio per The Witch
  - 2018 – Candidatura al miglior film per Chiamami col tuo nome
  - 2018 – Candidatura al miglior film d'esordio per Patti Cake$
- Gotham Independent Film Awards
  - 2016 – Candidatura al premio del pubblico per The Witch
  - 2017 – Miglior film d'esordio per Chiamami col tuo nome
  - 2017 – Candidatura al premio del pubblico per Chiamami col tuo nome
  - 2018 – Candidatura al premio del pubblico per Skate Kitchen